# Richard Cramer
Richard Cramer, nato Richard Earl Cramer (Bryan, 3 luglio 1889 – Los Angeles, 9 agosto 1960), è stato un attore statunitense.
In alcuni film apparve con gli pseudonimi di Rychard Cramer o Dick Cramer.

## Biografia
Famoso per l'aspetto corpulento, minaccioso e dalla voce stridula, Cramer cominciò a recitare alla fine degli anni venti; i suoi ruoli principali erano quelli dell'antagonista. 
Fece molti film western, ma è meglio ricordato per alcune parti girate con Stan Laurel e Oliver Hardy, come nel famoso film C'era una volta un piccolo naviglio (nella parte di Nick Grainger).
Oggi Cramer è sepolto nel Cimitero Parco commemorativo di Grand View, a Glendale, California.

## Filmografia parziale
- Home Made, regia di Charles Hines  (1927)
- La creola della Luisiana (The Love Mart), regia di George Fitzmaurice (1927)
- L'uomo senza volto (The Man Without a Face), regia di Spencer Gordon Bennet (1928)
- Ancore d'oro (Sharp Shooters), regia di John G. Blystone (1928)
- Burning Daylight, regia di Charles Brabin (1928)
- Amore e mare (Across to Singapore), regia di William Nigh (1928)
- Il re della piazza (The Barker), regia di George Fitzmaurice (1928)
- The Tiger's Shadow, regia di Spencer Gordon Bennet (1928)
- Il fiume stanco (Weary River), regia di Frank Lloyd (1929)
- Kid Gloves, regia di Ray Enright (1929)
- Chinatown Nights, regia di William A. Wellman (1929)
- Big News, regia di Gregory La Cava (1929)
- Illusion, regia di Lothar Mendes (1929)
- L'intrusa (The Trespasser), regia di Edmund Goulding (1929)
- Lo zeppelin perduto (The Lost Zeppelin), regia di Edward Sloman (1929)
- L'enigma dell'alfiere nero (The Bishop Murder Case), regia di Nick Grinde (1930)
- L'assassinio sul tetto (Murder on the Roof), regia di George B. Seitz (1930)
- Nomadi del canto (Mammy), regia di Michael Curtiz (1930)
- La fanciulla di Saint Cloud (Captain of the Guard), regia di John S. Robertson (1930)
- L'isola dell'inferno (Hell's Island), regia di Edward Sloman (1930)
- Sweet Mama, regia di Edward F. Cline (1930)
- Moby Dick, il mostro bianco (Moby Dick), regia di Lloyd Bacon (1930)
- Those Who Dance, regia di William Beaudine (1930)
- Una tragedia americana (An American Tragedy), regia di Josef von Sternberg (1931)
- Puro sangue (Sporting Blood), regia di Charles Brabin (1931)
- La donna di platino (Platinum Blonde), regia di Frank Capra (1931)
- Solo contro tutti (The Pocatello Kid), regia di Phil Rosen (1931)
- La galoppata della disperazione (The Ride of Death Valley), regia di Albert S. Rogell (1932)
- Notte di fuoco (Radio Patrol), regia di Edward L. Cahn (1932)
- Ospiti inattesi (Scram!), regia di Raymond McCarey (1932)
- The King Murder, regia di Richard Thorpe (1932)
- Il compagno B (Pack Up Your Troubles), regia di George Marshall e Raymond McCarey (1932)
- Rasputin e l'imperatrice (Rasputin and the Empress), regia di Richard Boleslawski (1932)
- Risveglio di un popolo (Song of the Eagle), regia di Ralph Murphy (1933)
- Il bacio davanti allo specchio (The Kiss Before the Mirror), regia di James Whale (1933)
- Temporale all'alba (Storm at Daybreak), regia di Richard Boleslawski (1933)
- Amanti fuggitivi (Fugitive Lovers), regia di Richard Boleslawski (1934)
- La grande festa (Hollywood Party), registi vari (1934)
- Zampa di gatto (The Cat's-Paw), regia di Sam Taylor (1934)
- L'ebbrezza dell'oro (Sutter's Gold), regia di James Cruze (1936)
- I tre padrini (Three Godfathers), regia di Richard Boleslawski (1936)
- Robin Hood dell'Eldorado (Robin Hood of El Dorado), regia di William A. Wellman (1936)
- Il prigioniero volontario (O'Malley of the Mounted), regia di David Howard (1936)
- Il cronista lampo (The Speed Reporter), regia di Bernard B. Ray (1936)
- Dopo l'uomo ombra (After the Thin Man), regia di W. S. Van Dyke (1936)
- Tiranna deliziosa (Woman Chases Man), regia di John G. Blystone (1937)
- The Luck of Roaring Camp, regia di Irvin Willat (1937)
- Luna di miele a tre (A Bride for Henry), regia di William Nigh (1937)
- L'espresso delle Montagne Rocciose (Where Trails Divide), regia di Robert N. Bradbury (1937)
- Non ho ucciso! (Night Club Scandal), regia di Ralph Murphy (1937)
- Un mondo che sorge (Wells Fargo), regia di Frank Lloyd (1937)
- I filibustieri (The Buccaneer), regia di Cecil B. DeMille (1938)
- Il sentiero dei cuori perduti (The Painted Trail), regia di Robert F. Hill (1938)
- I predoni di El Paso (Knight of the Plains), regia di Sam Newfield (1938)
- I moschettieri della prateria (In Old Montana), regia di Bernard B. Ray (1939)
- Il sergente Madden (Sergent Madden), regia di Josef von Sternberg (1939)
- Gli avventurieri (Dodge City), regia di Michael Curtiz (1939)
- Quelli che non si salvano (Bad Boy), regia di Herbert Meyer (1939)
- Gli indomabili (Frontier Marshall), regia di Allan Dwan (1939)
- I diavoli volanti (The Flying Deuces), regia di A. Edward Sutherland (1939)
- Scacco al patibolo (Buried Alive), regia di Victor Halperin (1939)
- Noi siamo le colonne (A Chump at Oxford), regia di Alfred J. Goulding (1940)
- Questa donna è mia (I Take this Woman), regia di W. S. Van Dyke (1940)
- Passaggio a Nord-Ovest (Northwest Passage), regia di King Vidor (1940)
- L'isola del diavolo (Strange Cargo), regia di Frank Borzage (1940)
- C'era una volta un piccolo naviglio (Saps at Sea), regia di Gordon Douglas (1940)
- La via dell'oro (Queen of the Yukon), regia di Phil Rosen (1940)
- Ad est di Rio Pinto (West of Pinto Basin), regia di Elmer Clifton (1940)
- Preferisco il manicomio (Road Show), regia di Hal Roach (1941)
- Passi nel buio (Footsteps in the Dark), regia di Lloyd Bacon (1941)
- Il lupo dei mari (The Sea Wolf), regia di Michael Curtiz (1941)
- Il convegno dei banditi (Billy the Kid's Round up), regia di Sam Newfield (1941)
- Fulmine a Broadway (Broadway Big Shot), regia di William Beaudine (1942)
- Il mistero dei tre sosia (Billy the Kid Trapped), regia di Sherman Scott (1942)
- I cacciatori dell'oro (The Spoilers), regia di Ray Enright (1942)
- I prigionieri di San Quentin (Men of San Quentin), regia di William Beaudine (1942)
- Desperados (The Desperadoes), regia di Charles Vidor (1943)
- La strada scarlatta (Scarlett Street), regia di Fritz Lang (1945)
- Il barone dell'Arizona (The Baron of Arizona), regia di Samuel Fuller (1950)
- Rotaie insanguinate (Santa Fe), regia di Irving Pichel (1951)
- Difendete la città (The Sellout), regia di Gerald Mayer (1952)